# 関行篤
関 行篤（せき ゆきひろ、生没年不詳）は、江戸幕府旗本。関七郎兵衛の子。通称・出雲守、下総守。弟に国学者の伊庭秀賢がいる。

## 職歴
- 1837年（天保8年）　勘定組頭。
- 1839年（天保10年）　代官を務める。
- 1844年（天保15年）　勘定吟味役に就任。
- 1852年（嘉永5年）　新潟奉行
- 1854年（嘉永7年）　堺奉行
- 1858年（安政5年）　小普請奉行
- 1859年（安政6年）　京都町奉行となって安政の大獄に携わる。
- 1860年（万延元年）　勘定奉行次席に昇進。
- 1861年（文久元年） 留守居次席となり、将軍徳川家茂の正室和宮付きとなった。翌年には隠居している。